# Tánaiste
A Tánaiste (IPA: [ˈt̪ˠaːn̪ˠəʃtʲə]) Írország kormányának vezetőhelyettese, és így a második legmagasabb tisztségviselője. A Tánaiste-t Írország elnöke nevezi ki a Taoiseach tanácsára. A tisztséget jelenleg Micheál Martin korábbi taoiseach tölti be.
A gael tanisztikus rendszerben a tánaiste szót (többes számban tánaistí, ejtsd: [ˈt̪ˠaːn̪ˠəʃtʲiː]) használták a vezér vagy király örökösének megszólítására. A kifejezést Írország az 1937-es alkotmányában fogadta el mint a Taoiseach által jelölt kormánytagot, aki annak ideiglenes távollétének időszakában szükség szerint jár el helyette. A Tánaiste a kormányfő-helyettes hivatalos megnevezése angolul és írül is, egyedisége miatt nem használják más országok miniszterelnök-helyetteseire való referálásként.

## Lista
| A Végrehajtó Tanács alelnöke |                                 |                     |                     |                 |                        |                             |
| No.                          | Név (szül.–hal.)                | Terminus            | Terminus            | Párt            | Párt                   | Elnök                       |
| 1                            | Kevin O'Higgins (1892–1927)     | 1922. december 6.   | 1927 július 14.     |                 | Cumann na nGaedheal    | William Thomas Cosgrave     |
| 2                            | Ernest Blythe (1889–1975)       | 1927 július 14.     | 1932 március 9.     |                 | Cumann na nGaedheal    | William Thomas Cosgrave     |
| 3                            | Seán T. O'Kelly (1882–1966)     | 1932 március 9.     | 1937 december 29.   |                 | Fianna Fáil            | Éamon de Valera             |
| Tánaiste                     |                                 |                     |                     |                 |                        |                             |
| No.                          | Név (szül.–hal.)                | Terminus            | Terminus            | Párt            | Párt                   | Taoiseach                   |
| (3)                          | Seán T. O'Kelly (1882–1966)     | 1937 december 29.   | 1945 június 14.     |                 | Fianna Fáil            | Éamon de Valera             |
| 4                            | Seán Lemass (1899–1971)         | 1945 június 14.     | 1948 február 18.    |                 | Fianna Fáil            | Éamon de Valera             |
| 5                            | William Norton (1900–1963)      | 1948 február 18.    | 1951 június 13.     |                 | Munkáspárt             | John A. Costello            |
| (4)                          | Seán Lemass (1899–1971)         | 1951 június 13.     | 1954 június 2.      |                 | Fianna Fáil            | Éamon de Valera             |
| (5)                          | William Norton (1900–1963)      | 1954 június 2.      | 1957 március 20.    |                 | Munkáspárt             | John A. Costello            |
| (4)                          | Seán Lemass (1899–1971)         | 1957 március 20.    | 1959 június 23.     |                 | Fianna Fáil            | Éamon de Valera             |
| 6                            | Seán MacEntee (1889–1984)       | 1959 június 23.     | 1965 április 21.    |                 | Fianna Fáil            | Seán Lemass                 |
| 7                            | Frank Aiken (1898–1983)         | 1965 április 21.    | 1969 július 2.      |                 | Fianna Fáil            | Seán Lemass, Jack Lynch     |
| 8                            | Erskine H. Childers (1905–1974) | 1969 július 2.      | 1973 március 14.    |                 | Fianna Fáil            | Jack Lynch                  |
| 9                            | Brendan Corish (1918–1990)      | 1973 március 14.    | 1977 július 5.      |                 | Munksápárt             | Liam Cosgrave               |
| 10                           | George Colley (1925–1983)       | 1977 július 5.      | 1981 június 30.     |                 | Fianna Fáil            | Jack Lynch, Charles Haughey |
| 11                           | Michael O'Leary (1936–2006)     | 1981 június 30.     | 1982 március 9.     |                 | Munkáspárt             | Garret FitzGerald           |
| 12                           | Ray MacSharry (1938)            | 1982 március 9.     | 1982 december 14.   |                 | Fianna Fáil            | Charles Haughey             |
| 13                           | Dick Spring (1950)              | 1982 december 14.   | 1987 január 20.     |                 | Munkáspárt             | Garret FitzGerald           |
| 14                           | Peter Barry (1928–2016)         | 1987 január 20.     | 1987 március 10.    |                 | Fine Gael              | Garret FitzGerald           |
| 15                           | Brian Lenihan (1930–1995)       | 1987 március 10.    | 1990 október 31.    |                 | Fianna Fáil            | Charles Haughey             |
| 16                           | John Wilson (1923–2007)         | 1990 november 13.   | 1993 január 12.     |                 | Fianna Fáil            | Charles Haughey             |
| 16                           | John Wilson (1923–2007)         | 1990 november 13.   | 1993 január 12.     | Albert Reynolds | Fianna Fáil            |                             |
| (13)                         | Dick Spring (1950)              | 1993 január 12.     | 1994 november 17.   |                 | Munkáspárt             |                             |
| 17                           | Bertie Ahern (1951)             | 1994 november 17.   | 1994 december 15.   |                 | Fianna Fáil            |                             |
| (13)                         | Dick Spring (1950)              | 1994 december 15.   | 1997 június 26.     |                 | Munkáspárt             | John Bruton                 |
| 18                           | Mary Harney (1953)              | 1997 június 26.     | 2006 szeptember 13. |                 | Progresszív Demokraták | Bertie Ahern                |
| 19                           | Michael McDowell (1951)         | 2006 szeptember 13. | 2007 június 14.     |                 | Progresszív Demokraták | Bertie Ahern                |
| 20                           | Brian Cowen (1960)              | 2007 június 14.     | 2008 május 7.       |                 | Fianna Fáil            | Bertie Ahern                |
| 21                           | Mary Coughlan (1965)            | 2008 május 7.       | 2011 március 9.     |                 | Fianna Fáil            | Brian Cowen                 |
| 22                           | Eamon Gilmore (1955)            | 2011 március 9.     | 2014 július 4.      |                 | Munkáspárt             | Enda Kenny                  |
| 23                           | Joan Burton (1949)              | 2014 július 4.      | 2016 május 6.       |                 | Munkáspárt             | Enda Kenny                  |
| 24                           | Frances Fitzgerald (1950)       | 2016 május 6.       | 2017 november 28.   |                 | Fine Gael              | Enda Kenny                  |
| 25                           | Simon Coveney (1972)            | 2017 november 28.   | 2020 június 27.     |                 | Fine Gael              | Leo Varadkar                |
| 26                           | Leo Varadkar (1979)             | 2020 június 27.     | 2022 december 17.   |                 | Fine Gael              | Micheál Martin              |
| 27                           | Micheál Martin (1960)           | 2022 december 17.   | hivatalban          |                 | Fianna Fáil            | Leo Varadkar                |
| 27                           | Micheál Martin (1960)           | 2022 december 17.   | hivatalban          | Simon Harris    | Fianna Fáil            |                             |

## Fordítás
- Ez a szócikk részben vagy egészben  a   Tánaiste című angol Wikipédia-szócikk ezen változatának fordításán alapul.  Az eredeti cikk szerkesztőit annak laptörténete sorolja fel. Ez a jelzés csupán a megfogalmazás eredetét és a szerzői jogokat jelzi, nem szolgál a cikkben szereplő információk forrásmegjelöléseként.